# Solingen-Klasse
Die Solingen-Klasse war eine Baureihe von fünf Frachtschiffen der Hamburg-Amerika-Linie (HAPAG). Die Schiffsklasse knüpfte an den vor dem Zweiten Weltkrieg unterhaltenen Westindien-Dienst der Reederei an.

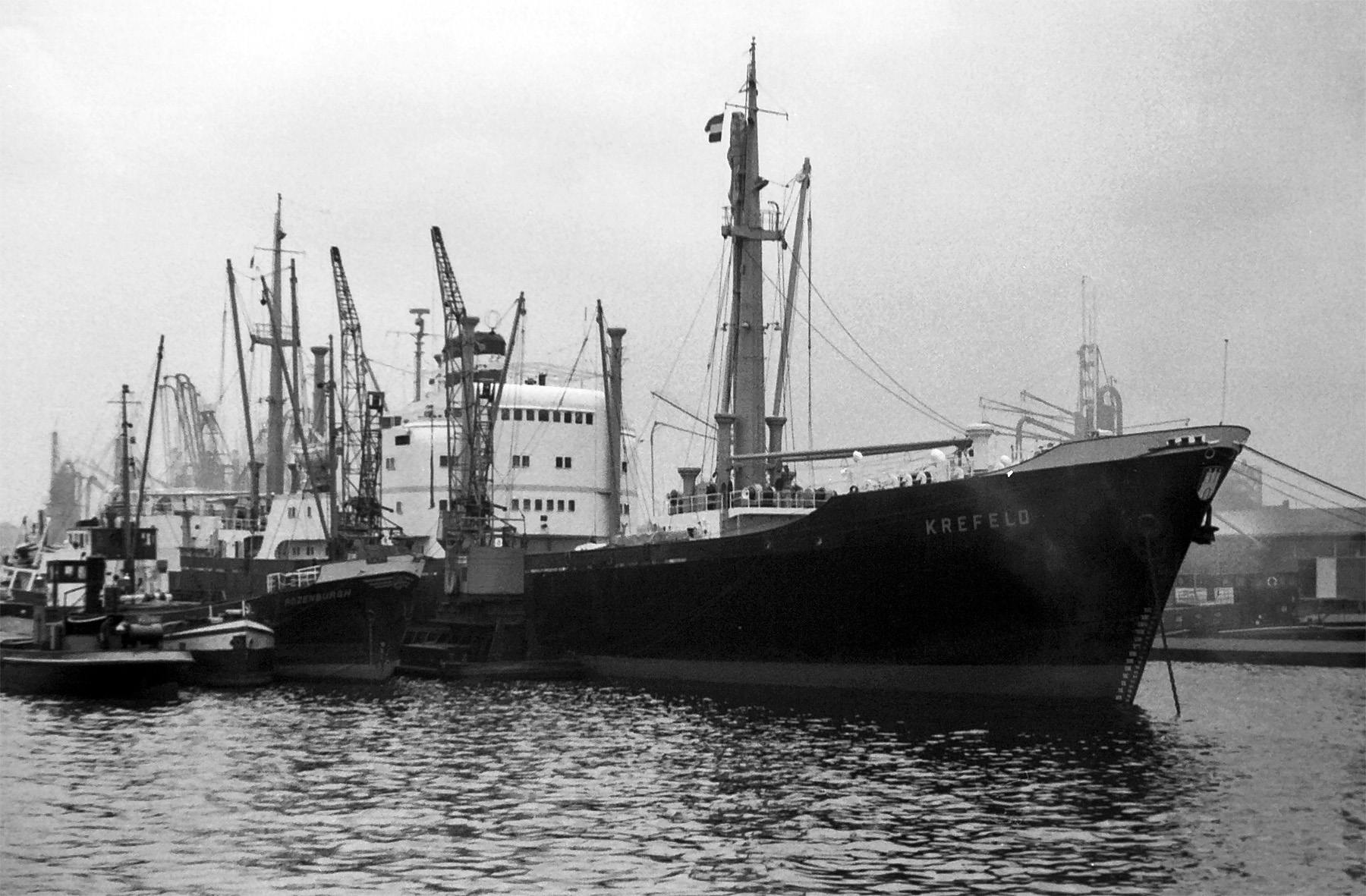
Krefeld 1964 in Rotterdam

## Geschichte

### Bau
Nach der weitgehenden Lockerung der Schiffbaubeschränkungen des Potsdamer Abkommens baute die HAPAG ab 1950 ihre Frachtschiffsflotte erneut auf. Beginnend mit dem Einzelschiff Hamburg, den Schwesterschiffen Odenwald und Spreewald oder der Brandenburg-Klasse wuchs die HAPAG-Flotte wieder kontinuierlich. Bald darauf bestellte die Hamburg-Amerika Linie bei der Lübecker Flender-Werft fünf typgleiche Motorschiffe für den Dienst in die Karibikhäfen. Zusammen mit den fünf HAPAG-Schiffen der Solingen-Klasse bestellte die Reederei Christian F. Ahrenkiel noch ein sechstes Schwesterschiff, die Esperanza. Dieses wurde von der HAPAG in Langzeitcharter eingesetzt. Am 2. August 1955 konnte die Reederei das Typschiff der Klasse, die Solingen, von der Werft übernehmen. Eineinhalb Jahre darauf, am 13. April 1957, war die Baureihe komplett.

### Einsatz bei der HAPAG
Wie geplant, wurde das Schiffstrio für den Westindien- und Westküste-Mittelamerika-Dienst eingesetzt. Die Schiffe wurden 1970 bei der Fusion der HAPAG mit dem NDL von der neuen Hapag-Lloyd übernommen.

### Spätere Karriere
1971/72 folgte der Verkauf der Schiffe. Drei der Schiffe trafen in den Jahren 1980 und 1983 bei chinesischen Verschrottern ein (die ehemalige Esperanza 1982 in Spanien), zwei weitere wurden erst 1992 aus dem Register gelöscht.

### Modellschiff
Das offizielle Modell des Schiffes Solingen der Werft Flender-Werke befindet sich im Stadtarchiv Solingen und kann dort besichtigt werden. Auf dem Typenschild der M. S. „Solingen“ stehen die wichtigsten technischen Daten (teilweise ergänzend zur obigen Infobox), Maßstab 1:100, Modellbau: Reinhold Moltrecht, Hamburg-Gr.Flottbek.

## Technik
Die Schiffe der Baureihe waren konventionelle Stückgutschiffe mit eben hinter mittschiffs über der Antriebsanlage angeordneten Aufbauten und vielseitigen Ladungseinrichtungen. So waren die Schiffe mit 12 herkömmlichen Ladebäumen (acht à 3/5 Tonnen und vier à 5/10 Tonnen) sowie einem 60-Tonnen-Schwergutbaum zur Übernahme von Schwergut in der Luke 2 ausgerüstet. Vor und hinter den Aufbauten befanden sich je zwei Trockenladeräume mit jeweils einem Zwischendeck.
Der Schiffsantrieb bestand aus einem Sulzer-Sechszylinder-Zweitaktmotor des Typs 6SD72, der von der französischen Werft Forges et Chantiers de la Méditerranée in Lizenz hergestellt wurde.

## Die Schiffe
| Die Frachtmotorschiffe der Solingen-Klasse und das Schwesterschiff Esperanza | Die Frachtmotorschiffe der Solingen-Klasse und das Schwesterschiff Esperanza | Die Frachtmotorschiffe der Solingen-Klasse und das Schwesterschiff Esperanza | Die Frachtmotorschiffe der Solingen-Klasse und das Schwesterschiff Esperanza | Die Frachtmotorschiffe der Solingen-Klasse und das Schwesterschiff Esperanza | Die Frachtmotorschiffe der Solingen-Klasse und das Schwesterschiff Esperanza | Die Frachtmotorschiffe der Solingen-Klasse und das Schwesterschiff Esperanza                 |
| Name                                                                         | Stapellauf                                                                   | Ablieferung                                                                  | Baunummer                                                                    | IMO-Nummer                                                                   | Vermessung                                                                   | Umbenennungen und Verbleib                                                                   |
| ---------------------------------------------------------------------------- | ---------------------------------------------------------------------------- | ---------------------------------------------------------------------------- | ---------------------------------------------------------------------------- | ---------------------------------------------------------------------------- | ---------------------------------------------------------------------------- | -------------------------------------------------------------------------------------------- |
| Solingen                                                                     | 17. Mai 1955                                                                 | 2. August 1955                                                               | 453                                                                          | 5333543                                                                      | 3280                                                                         | 1972 Omega, 1973 Siehmin, 1976 Lan Shan, 1992 aus dem Register gestrichen                    |
| Remscheid                                                                    | 11. Juni 1955                                                                | 7. September 1955                                                            | 454                                                                          | 5292854                                                                      | 3281                                                                         | 1971 Silver Cloud, 1973 Siehting, 1977 Cang Shan, ab 22. Oktober 1983 in Huangpo abgebrochen |
| Wuppertal                                                                    | 28. Oktober 1955                                                             | 30. Januar 1956                                                              | 466                                                                          | 5393658                                                                      | 3280                                                                         | 1971 Morning Cloud, 1973 Siehhui, 1976 Huang Shan, 1992 aus dem Register gestrichen          |
| Krefeld                                                                      | 16. Dezember 1955                                                            | 23. Mai 1956                                                                 | 467                                                                          | 5196593                                                                      | 3279                                                                         | 1971 Plym, 1973 Siehchih, 1976 Hong Shan, ab September 1980 in Hong Kong abgebrochen         |
| Freiburg                                                                     | 27. September 1956                                                           | 13. April 1957                                                               | 476                                                                          | 5120843                                                                      | 4928                                                                         | 1972 Confidence, ab 9. November 1983 in Shanghai abgebrochen                                 |
| Esperanza                                                                    | -                                                                            | 3. November 1955                                                             | 459                                                                          | 5106483                                                                      | 4953                                                                         | 1968 Candia, 1971 Dolly, ab 16. März 1982 in Villanueva y Geltru abgebrochen                 |